# Maison Albert Einstein
La maison Albert Einstein, située au 112 Mercer Street à Princeton, comté de Mercer, New Jersey, États-Unis, fut la demeure d'Albert Einstein de 1935 jusqu'à sa mort en 1955. Son épouse, Elsa Einstein, est morte en 1936 alors qu'elle vivait dans cette maison.
La maison a été construite quelque temps avant 1876, telle qu'elle se trouvait à l'origine sur Alexander Street, où Stuart Hall du séminaire théologique de Princeton a été construite cette année-là, déplaçant également la maison maintenant au 108 Mercer La maison est un simple chalet à livre de modèles et n'a pas en soi une signification inhabituelle Elsa Einstein a acheté la maison de Mary Clark Marden le 24 juillet 1935 pour une somme non déclarée selon le contrat qui fut enregistré le 1er août 1935 au bureau du commis du comté de Mercer.
Albert Einstein aurait demandé que cette maison ne soit pas transformée en musée, et la famille ne voulait pas qu'elle soit reconnue comme telle. Néanmoins, il a été ajouté au National Register of Historic Places et désigné monument historique national des États-Unis en 1976.

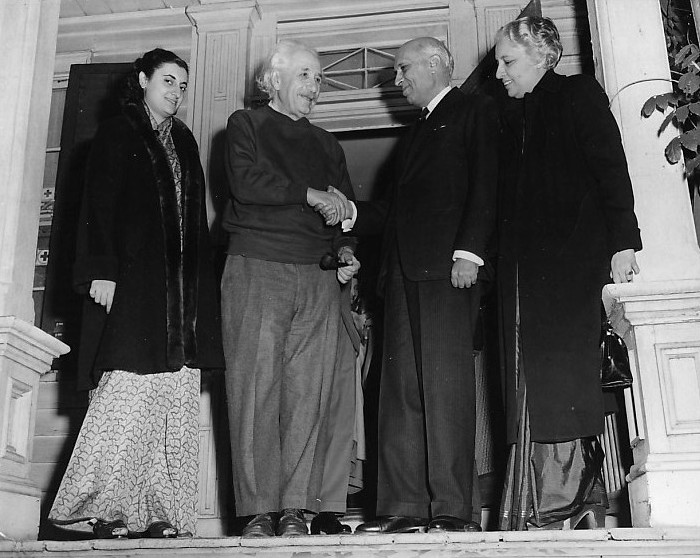
Jawaharlal Nehru, le premier Premier ministre de l'Inde et Indira Gandhi (futur Premier ministre) rencontrant Einstein chez lui à Princeton, en 1949.

Après lui, la maison a appartenu à sa belle-fille Margot Einstein, sculpteur, jusqu'à sa mort en 1986.
La maison appartenait auparavant à Eric Maskin et à sa famille jusqu'en 2012. Il a été le professeur Albert O. Hirschman à la School of Social Science de l'Institute for Advanced Study (IAS) de Princeton jusqu'en 2011, et lauréat du prix Nobel 2007 avec deux autres personnes. Il est actuellement professeur d'économie à l'Université Harvard. Auparavant, il était occupé par le physicien Frank Wilczek, lauréat du prix Nobel 2004, alors qu'il était professeur aux IAS entre 1989 et 2001. Apparemment, il a demandé la maison de l'IAS comme sa condition pour déménager à Princeton, et il avait été la tenue de séminaires en soirée dans la maison pour les étudiants diplômés.
Il s'agit d'une résidence privée même si elle appartient à l'IAS et n'est pas ouverte au public. Il n'y a pas de marqueur, mais les plaques stratégiquement placées indiquent "Résidence privée".